# Серія Гемпфрі
Серія Гемпфрі — спектральна серія в спектрі атома водню, названа на честь американського фізика Кертіса Гемпфрі, який відкрив цю серію 1953 року. Серія утворюється під час переходів електронів зі збуджених енергетичних рівнів на шостий у спектрі випромінювання і з шостого рівня на всі вищі рівні під час поглинання. Всі лінії серії Гемпфрі лежать у далекому інфрачервоному діапазоні.
Формула Рідберґа для серії Гемпфрі виглядає так:
{\displaystyle {1 \over \lambda }=R\left({1 \over 6^{2}}-{1 \over n^{2}}\right)\qquad \left(R=1.0974\times 10^{7}{\mbox{м}}^{-1}\right)}
де n — головне квантове число — натуральне число більше 6, а R — стала Рідберґа.
| n                 | 7     | 8    | 9    | 10   | 11   | 12   | 13   | 14   | 15   | 16   | 17   | {\displaystyle \infty } |
| Довжина хвилі, нм | 12365 | 7498 | 5905 | 5126 | 4670 | 4374 | 4169 | 4019 | 3905 | 3817 | 3747 | 3281                    |

Хоча ця серія остання з іменованих для атома водню[джерело?], але досліджено також серії, що виникають під час переходів на 7-й, 8-й, 9-й і 10-й рівні атома водню.